# Lars-Olof Franzén
Lars-Olof Franzén, född 21 juni 1936 i Västra Ryd i Östergötland, död 17 maj 2009 i Stockholm, var en svensk litteraturkritiker, kulturjournalist och författare.

## Biografi
Lars-Olof Franzén var son till kyrkoherden Sven Franzén och Gun Franzén, född Holmberger. Som ung spelade han trumpet med sin egen jazzkvintett. Han turnerade i folkparker och var även verksam som teatermusiker. Efter studier i litteraturhistoria, nordiska språk och teoretisk filosofi blev han filosofie kandidat 1960 och skrev därefter för Ny Tid 1961–1963, Stockholmstidningen 1963–1964 och Bonniers litterära magasin 1962–1970.
Olof Lagercrantz rekryterade Franzén till Dagens Nyheter 1965. Franzén kom att skriva för tidningen till några år in på 2000-talet. Som DN-kritiker lyfte han fram en rad unga författare, däribland Ulf Lundell, men introducerade även ny dansk, holländsk och italiensk litteratur för svenska läsare.
Franzén var också aktiv i samhällsdebatten. Hans artikel om Göran Sonnevis dikt Om kriget i Vietnam väckte 1965 en debatt som spred sig i flera tidningar. Det gjorde även hans kritik mot det då nybyggda Skärholmens centrum, som han menade var ett exempel på en föråldrad och människoföraktande arkitektur. Artikeln kom att inleda den så kallade Skärholmsdebatten.
De svenska författarna ur 40-talistgenerationen var ämnet för Franzéns första bok, essäantologin 40-talsförfattare (1965). I Danska bilder (1971), riktade han ljuset mot den danska litteraturen från 1880-talet och framåt. Franzéns romandebut kom 1981 med Instrumentmakarna, en berättelse som kretsar kring musiker och fiolbyggare och som ställer frågan om huruvida det är möjligt att bryta med den härskande kulturens trygghet utan att förlora fotfästet. Franzén skrev sju romaner.
I sitt äktenskap med skådespelerskan Gun Arvidsson fick Franzén sönerna Mattias Franzén, född 1961, och Kristofer Franzén, född 1965. Franzén var senare gift med författaren Inger Alfvén och därefter med Henriette Zorn.
Franzén utsågs 2002 till riddare av Ordine della Stella della Solidarietà Italiana, för sitt arbete med att sprida kunskap om italiensk litteratur i Sverige. Han är begravd på Katarina kyrkogård i Stockholm.